# Strumigenys koningsbergeri
Strumigenys koningsbergeri är en myrart som beskrevs av Auguste-Henri Forel 1905. Strumigenys koningsbergeri ingår i släktet Strumigenys och familjen myror. Inga underarter finns listade i Catalogue of Life.